# Nadiya Sávchenko
Nadíya Víktorivna Sávchenko (en ucraniano: Наді́я Ві́кторівна Са́вченко) (nacida el 11 de mayo de 1981 en Kiev) es una militar ucrania, teniente primero de las Fuerzas Terrestres Ucranianas y condecorada con el título de Heroína de Ucrania en 2015.

## Biografía
Savchenko nació en Kiev, capital de la entonces RSS de Ucrania, dentro de la Unión Soviética, el 11 de mayo de 1981.
Durante 2004 y 2005 formó parte de la misión ucraniana en Irak, dentro de la coalición internacional. Entre 2005 y 2009 estudió en la Universidad de la Fuerza Aérea Ucraniana en Járkov, obteniendo el título de piloto.
Savchenko formaba parte del Batallón Aidar de las Fuerzas Armadas de Ucrania el 17 de junio de 2014 cuando, en el transcurso de la guerra civil en el este de Ucrania, dos periodistas rusos llamados Igor Kornelyuk, de la cadena estatal rusa VGTRK y Anton Voloshin, ingeniero de sonido, fueron alcanzados por fuego de mortero en un puesto de control de milicias de la autoproclamada República Popular de Lugansk.
Según la acusación rusa, Savchenko proporcionó información necesaria para el homicidio de los periodistas y fue detenida en la frontera con Rusia cuando trataba de cruzar como refugiada. Según Ucrania, Savchenko fue secuestrada y hecha prisionera en territorio ucraniano por grupos milicianos separatistas, siendo trasladada a Rusia.
En las elecciones parlamentarias ucranianas celebradas el 26 de octubre de 2014, Savchenko fue elegida diputada de la Rada Suprema de Kiev por el partido Batkivshchina. Esto otorga a Savchenko inmunidad como representante ucraniana en la Asamblea Parlamentaria del Consejo de Europa (PACE), si bien los crímenes de los que fue acusada fueron anteriores a su actividad parlamentaria.
Su abogado declaró que Savchenko es una prisionera de guerra, e hizo un llamamiento al Comité Internacional de la Cruz Roja y a la ONU para que intercediesen para su liberación, puesto que las autoridades de Rusia estarían infringiendo la Convención de Ginebra.
Savchenko fue liberada el 25 de mayo de 2016 como resultado del intercambio por dos militares rusos del Departamento Central de Inteligencia (GRU) detenidos y condenados en Ucrania.
Savchenko fue, además, una de las primeras mujeres del cuerpo de las Fuerzas Aéreas de Ucrania y la primera mujer en pilotar un Sukhoi Su-24 y un Mil Mi-24.[cita requerida]
Al volver a Ucrania y tomar posesión de su asiento en la Rada Suprema se volvió una ferviente opositora del régimen de, al momento de escribir estas palabras, presidente Petró Poroshenko, llegando incluso a llevar un par de granadas a la cámara de la Rada para recordarles a los parlamentarios que son igual de vulnerables, por este cargo y sus desmesuradas críticas le fue retirada la inmunidad parlamentaria; posteriormente fue arrestada y actualmente se encuentra en prisión esperando juicio y llevando a cabo, nuevamente, una huelga de hambre.